# Žirovše
Žirovše je naselje v Občini Lukovica.